# 1597 Laugier
1597 Laugier è un asteroide della fascia principale. Scoperto nel 1949, presenta un'orbita caratterizzata da un semiasse maggiore pari a 2,8459896 au e da un'eccentricità di 0,0898053, inclinata di 11,81103° rispetto all'eclittica.
L'asteroide è dedicato all'astronoma francese Marguerite Laugier.